# Station Rouen-Orléans
Station Rouen-Orléans is een voormalig spoorwegstation in de Franse gemeente Rouen. Het werd geopend in 1883 en verwoest door geallieerde bombardementen in 1944.